# ZOO!!
『ZOO!!』（ズー!!）は、日本のロックバンド・ネクライトーキーのメジャーデビューアルバム、通算2作目のオリジナルアルバムである。2020年1月29日にソニー・ミュージックレーベルズ内ソニー・ミュージックアソシエイテッドレコーズより発売。

## 概要
前作『ONE!』（2018年12月5日発売）から約1年ぶり、通算2作目となるフルアルバムである。
2019年9月23日に、マイナビBLITZ赤坂にて行われた『ネクライトーキーワンマンツアー 2019 “ゴーゴートーキーズ! 全国編「〆」” 』にて、2020年冬にソニー・ミュージックよりメジャーデビューすることを発表、本作がメジャーデビューアルバムとなる。
既にライブにて披露されている「深夜とコンビニ」「ボケナスのうた」「ぽんぽこ節」「北上のススメ」を含む10曲の新曲と、過去に発表したデモ音源から「涙を拭いて」を新録した全11曲を収録し、今作はCDのみの通常盤と、前述のマイナビBLITZ赤坂で行われたワンマンライブの模様を約70分収録したDVDが付属した初回限定盤の2形態で展開。

## 収録内容

### CD
- 全作詞／全作曲：朝日（特記除く）、全編曲：ネクライトーキー

1. 夢みるドブネズミ
本作のリード曲[8]。2019年12月27日にミュージック・ビデオを公開および先行配信を開始[9]。
2. 放課後の記憶
3. 北上のススメ
4. 夏の暮れに - 作詞／作曲：もっさ
5. ボケナスのうた
6. 深夜とコンビニ
7. 虫がいる
8. ぽんぽこ節
2019年12月6日に先行配信を開始し、同時にミュージック・ビデオを公開[10][11]。
9. 涙を拭いて
3rd デモシングル「オシャレ大作戦」収録曲（M3）。新録バージョン[12]。
10. 渋谷ハチ公口前もふもふ動物大行進
11. 朝焼けの中で
元タイトルは「朝焼けによろしく」。2ndデモシングル「だけじゃないBABY」収録曲(M3)。

### DVD
ネクライトーキーワンマンツアー 2019
“ゴーゴートーキーズ! 全国編「〆」” 
マイナビBLITZ赤坂

| #   | タイトル                               | 作詞 | 作曲・編曲 |
| --- | -------------------------------------- | ---- | ---------- |
| 1.  | 「ゆるふわ樹海ガール」                 |      |            |
| 2.  | 「ジャックポットなら踊らにゃソンソン」 |      |            |
| 3.  | 「きらいな人」                         |      |            |
| 4.  | 「レイニーレイニー」                   |      |            |
| 5.  | 「めっちゃかわいいうた」               |      |            |
| 6.  | 「こんがらがった!」                    |      |            |
| 7.  | 「涙を拭いて」                         |      |            |
| 8.  | 「あの子は竜に逢う」                   |      |            |
| 9.  | 「だけじゃないBABY」                   |      |            |
| 10. | 「深夜とコンビニ」                     |      |            |
| 11. | 「ぽんぽこ節」                         |      |            |
| 12. | 「夕暮れ先生」                         |      |            |
| 13. | 「許せ!服部」                          |      |            |
| 14. | 「音楽が嫌いな女の子」                 |      |            |
| 15. | 「オシャレ大作戦」                     |      |            |
| 16. | 「遠吠えのサンセット」                 |      |            |